# Stictoptera semipartita
Stictoptera semipartita är en fjärilsart som beskrevs av Saalmüller 1880. Stictoptera semipartita ingår i släktet Stictoptera och familjen nattflyn. Inga underarter finns listade i Catalogue of Life.